# Paměť a dějiny
Revue Paměť a dějiny je čtvrtletník zabývající se historií komunismu, nacismu i ostatních totalitních režimů 20. století.
Šíří záběru i výběrem témat se snaží mapovat klíčové události historie totalit, popisovat osobní příběhy aktérů a obětí těchto událostí a rekonstruovat politické systémy, rozhodovací mechanismy a administrativní struktury, které fungování těchto nedemokratických režimů umožnily a zajišťovaly.
Kombinace odborných studií, rozhovorů, rozborů dokumentů a stálých rubrik umožňuje široký záběr a pečlivý vhled do tragických událostí československých a světových dějin 20. století.
Čtvrtletník Paměť a dějiny vydává Ústav pro studium totalitních režimů České republiky. 
Předsedou redakční rady je historik Petr Blažek. Šéfredaktorem je Jakub Šafránek. 